# Luis Salom
Luis Jaime Salom Horrach (* 7. August 1991 in Palma; † 3. Juni 2016 in Sant Cugat del Vallès) war ein spanischer Motorradrennfahrer.
Sein größter Karriereerfolg war die Vizeweltmeisterschaft im Jahre 2012 in der Moto3-Klasse hinter Sandro Cortese.

## Karriere
Salom gab sein Debüt in der Motorrad-Weltmeisterschaft im Jahre 2009 in der 125-cm³-Klasse für das Team SAG-Castrol. Er wurde in dieser Saison auch als Ersatzfahrer im Team Jack & Jones eingesetzt. Im Jahr 2010 fuhr er zunächst für das Team Lambretta Reparto Corse und wechselte nach zwei Rennen zu Stipa-Molenaar Racing GP. 2011 und 2012 trat er die Rennen für RW Racing GP an. Seine letzte Saison in der Moto3-Klasse fuhr er 2013 für das Team Red Bull KTM Ajo.
Seit 2014 fuhr Salom in der Moto2-Klasse. Er begann bei Paginas Amarillas HP 40 und wechselte 2016 zum Stop and Go Racing Team.
Am 3. Juni 2016 verunglückte Salom beim zweiten Freien Training auf dem Circuit de Barcelona-Catalunya schwer. Laut dem Ärztebericht von Dorna-Chefarzt Angel Charte, welcher tags darauf veröffentlicht wurde, hat sich Salom schon beim Eintreffen der Rettungskräfte im Zustand des Herzstillstands befunden. Es seien an der Strecke und später auch im Krankenwagen Wiederbelebungsmaßnahmen unternommen worden. Es stand ein Hubschrauber bereit, er kam aber aufgrund der Schwere der Verletzungen nicht zum Einsatz. Salom wurde um 16:10 Uhr Ortszeit in das Hospitale Generale de Catalunya eingeliefert, wo er um 16:55 Uhr für tot erklärt wurde.
Bei der FIM-Awards-Zeremonie zum Saisonabschluss 2016 wurde bekannt gegeben, dass Luis Saloms Startnummer 39 in der Moto2-Weltmeisterschaft nicht mehr vergeben wird.

## Statistik

### Erfolge
- 9 Grand-Prix-Siege

### In der Motorrad-Weltmeisterschaft
| Saison | Klasse  | Motorrad            | Rennen | Siege | Zweiter | Dritter | Poles | Schn. Runden | Punkte | Ergebnis |
| ------ | ------- | ------------------- | ------ | ----- | ------- | ------- | ----- | ------------ | ------ | -------- |
| 2009   | 125 cm³ | Honda / Aprilia     | 12     | –     | –       | –       | –     | –            | 21     | 22.      |
| 2010   | 125 cm³ | Lambretta / Aprilia | 16     | –     | –       | –       | –     | –            | 72     | 12.      |
| 2011   | 125 cm³ | Aprilia             | 15     | –     | 2       | –       | –     | –            | 116    | 8.       |
| 2012   | Moto3   | Kalex-KTM           | 17     | 2     | 4       | 2       | –     | 1            | 214    | 2.       |
| 2013   | Moto3   | KTM                 | 17     | 7     | 2       | 3       | 4     | 5            | 302    | 3.       |
| 2014   | Moto2   | Kalex               | 18     | –     | 1       | 1       | –     | 1            | 85     | 8.       |
| 2015   | Moto2   | Kalex               | 17     | –     | –       | –       | –     | –            | 80     | 13.      |
| 2016   | Moto2   | Kalex               | 6      | –     | 1       | –       | –     | –            | 37     | 19.      |
| Gesamt | Gesamt  | Gesamt              | 118    | 9     | 10      | 6       | 4     | 7            | 927    |          |

Grand-Prix-Siege
| Saison | Klasse | Rennen                                                                          |
| ------ | ------ | ------------------------------------------------------------------------------- |
| 2012   | Moto3  | Indianapolis Aragonien                                                          |
| 2013   | Moto3  | Katar Italien Katalonien Niederlande Tschechien Vereinigtes Konigreich Malaysia |

Einzelergebnisse
| Saison | 1     | 2           | 3           | 4          | 5                      | 6                      | 7           | 8                  | 9                  | 10                     | 11           | 12                     | 13         | 14        | 15         | 16         | 17         | 18       |
| ------ | ----- | ----------- | ----------- | ---------- | ---------------------- | ---------------------- | ----------- | ------------------ | ------------------ | ---------------------- | ------------ | ---------------------- | ---------- | --------- | ---------- | ---------- | ---------- | -------- |
| 2009   | Katar | Japan       | Spanien     | Frankreich | Italien                | Katalonien             | Niederlande | Vereinigte Staaten | Deutschland        | Vereinigtes Konigreich | Tschechien   | Indianapolis           | San Marino | Portugal  | Australien | Malaysia   | \|\|       |          |
| 2009   |       |             | 23          |            |                        | DNF                    | 16          | [ # 1 ]            | 13                 | 6                      | DNF          | 13                     | 21         | 15        | 19         | 15         | 13         |          |
| 2010   | Katar | Spanien     | Frankreich  | Italien    | Vereinigtes Konigreich | Niederlande            | Katalonien  | Deutschland        | Vereinigte Staaten | Tschechien             | Indianapolis | San Marino             | Aragonien  | Japan     | Malaysia   | Australien | Portugal   | Valencia |
| 2010   | DNF   | 15          | 10          | DNS        | DNF                    | 8                      | DNF         | DNF                | [ # 1 ]            | 10                     | 12           | DNF                    | 10         | 8         | 8          | 8          | 5          | 10       |
| 2011   | Katar | Spanien     | Portugal    | Frankreich | Katalonien             | Vereinigtes Konigreich | Niederlande | Italien            | Deutschland        | Vereinigte Staaten     | Tschechien   | Indianapolis           | San Marino | Aragonien | Japan      | Australien | Malaysia   | Valencia |
| 2011   | 8     | DNF         | 8           | 10         | DNF                    | 4                      | 2           | 6                  | 5                  | [ # 1 ]                | DNS          |                        | DNF        | 5         | 23         | 2          | DNF        | 7        |
| 2012   | Katar | Spanien     | Portugal    | Frankreich | Katalonien             | Vereinigtes Konigreich | Niederlande | Deutschland        | Italien            | Vereinigte Staaten     | Indianapolis | Tschechien             | San Marino | Aragonien | Japan      | Malaysia   | Australien | Valencia |
| 2012   | 4     | 2           | 3           | DNF        | 10                     | 2                      | 4           | 3                  | DNF                | [ # 2 ]                | 1            | 2                      | 2          | 1         | DNF        | 4          | 15         | 10       |
| 2013   | Katar | USA-Texas   | Spanien     | Frankreich | Italien                | Katalonien             | Niederlande | Deutschland        | Vereinigte Staaten | Indianapolis           | Tschechien   | Vereinigtes Konigreich | San Marino | Aragonien | Malaysia   | Australien | Japan      | Valencia |
| 2013   | 1     | 3           | 2           | 3          | 1                      | 1                      | 1           | 2                  | [ # 2 ]            | 5                      | 1            | 1                      | 4          | 4         | 1          | 3          | DNF        | 14       |
| 2014   | Katar | USA-Texas   | Argentinien | Spanien    | Frankreich             | Italien                | Katalonien  | Niederlande        | Deutschland        | Indianapolis           | Tschechien   | Vereinigtes Konigreich | San Marino | Aragonien | Japan      | Australien | Malaysia   | Valencia |
| 2014   | 14    | DNF         | 3           | 6          | 5                      | 2                      | DNF         | 15                 | 14                 | 26                     | DNF          | 19                     | 15         | 13        | 15         | 17         | 11         | 4        |
| 2015   | Katar | USA-Texas   | Argentinien | Spanien    | Frankreich             | Italien                | Katalonien  | Niederlande        | Deutschland        | Indianapolis           | Tschechien   | Vereinigtes Konigreich | San Marino | Aragonien | Japan      | Australien | Malaysia   | Valencia |
| 2015   | DNF   | 27          | 11          | 7          | DNF                    | 5                      | 5           | DNS                | 17                 | 16                     | 9            | 17                     | 9          | DNF       | DNF        | 6          | 6          | 6        |
| 2016   | Katar | Argentinien | USA-Texas   | Spanien    | Frankreich             | Italien                | Katalonien  | Niederlande        | Deutschland        | Osterreich             | Tschechien   | Vereinigtes Konigreich | San Marino | Aragonien | Japan      | Australien | Malaysia   | Valencia |
| 2016   | 2     | 15          | 13          | 9          | 10                     | DNF                    | DNS         |                    |                    |                        |              |                        |            |           |            |            |            |          |

| Legende  | Legende            | Legende                                                          |
| Farbe    | Abkürzung          | Bedeutung                                                        |
| -------- | ------------------ | ---------------------------------------------------------------- |
| Gold     | –                  | Sieg                                                             |
| Silber   | –                  | 2. Platz                                                         |
| Bronze   | –                  | 3. Platz                                                         |
| Grün     | –                  | Platzierung in den Punkten                                       |
| Blau     | –                  | Klassifiziert außerhalb der Punkteränge                          |
| Violett  | DNF                | Rennen nicht beendet (did not finish)                            |
| Violett  | NC                 | nicht klassifiziert (not classified)                             |
| Rot      | DNQ                | nicht qualifiziert (did not qualify)                             |
| Rot      | DNPQ               | in Vorqualifikation gescheitert (did not pre-qualify)            |
| Schwarz  | DSQ                | disqualifiziert (disqualified)                                   |
| Weiß     | DNS                | nicht am Start (did not start)                                   |
| Weiß     | WD                 | zurückgezogen (withdrawn)                                        |
| Hellblau | PO                 | nur am Training teilgenommen (practiced only)                    |
| Hellblau | TD                 | Freitags-Testfahrer (test driver)                                |
| ohne     | DNP                | nicht am Training teilgenommen (did not practice)                |
| ohne     | INJ                | verletzt oder krank (injured)                                    |
| ohne     | EX                 | ausgeschlossen (excluded)                                        |
| ohne     | DNA                | nicht erschienen (did not arrive)                                |
| ohne     | C                  | Rennen abgesagt (cancelled)                                      |
| ohne     | keine WM-Teilnahme |                                                                  |
| sonstige | P/fett             | Pole-Position                                                    |
| sonstige | 1/2/3/4/5/6/7/8    | Punktplatzierung im Sprint-/Qualifikationsrennen                 |
| sonstige | SR/kursiv          | Schnellste Rennrunde                                             |
| sonstige | *                  | nicht im Ziel, aufgrund der zurückgelegten Distanz aber gewertet |
| sonstige | ()                 | Streichresultate                                                 |
| sonstige | unterstrichen      | Führender in der Gesamtwertung                                   |

Anmerkungen
1. 1 2 3  Kein Rennen in der 125-cm³-Klasse
2. 1 2  Kein Rennen in der Moto3-Klasse